# Maanselkä (ås, lat 66,00, long 30,00)
Maanselkä är en ås i Finland. Den ligger i Kuusamo i den nordöstra delen av landet, 700 km norr om huvudstaden Helsingfors.